# 天足彦国押人命
天足彦国押人命（あめたらしひこくにおしひとのみこと、生没年不詳）は、記紀等に伝わる古代日本の皇族。
『日本書紀』では「天足彦国押人命」、『古事記』では「天押帯日子命（あめおしたらしひこのみこと）」、他文献では「天足彦国忍人命」とも表記される。『日本書紀』『古事記』とも、事績に関する記載はない。
第5代孝昭天皇皇子で、第6代孝安天皇の同母兄、第7代孝霊天皇の外祖父である。和珥氏（和邇氏/丸邇氏）・春日氏・小野氏ら諸氏族の祖とされる。

## 系譜
『日本書紀』に基づく関係系図
| 5孝昭天皇      | 5孝昭天皇 | 5孝昭天皇 | 5孝昭天皇 | 5孝昭天皇 | 5孝昭天皇 |           |  |  |  | 世襲足媛 | 世襲足媛 | 世襲足媛  | 世襲足媛  | 世襲足媛  | 世襲足媛  |           |           |
| 5孝昭天皇      | 5孝昭天皇 | 5孝昭天皇 | 5孝昭天皇 | 5孝昭天皇 | 5孝昭天皇 |           |  |  |  | 世襲足媛 | 世襲足媛 | 世襲足媛  | 世襲足媛  | 世襲足媛  | 世襲足媛  |           |           |
|                |           |           |           |           |           |           |  |  |  |          |          |           |           |           |           |           |           |
|                |           |           |           |           |           |           |  |  |  |          |          |           |           |           |           |           |           |
| 天足彦国押人命 |           |           |           |           |           |           |  |  |  |          |          |           |           |           |           |           |           |
|                |           |           |           |           |           |           |  |  |  |          |          |           |           |           |           |           |           |
| 押媛           | 押媛      | 押媛      | 押媛      | 押媛      | 押媛      |           |  |  |  |          |          | 6孝安天皇 | 6孝安天皇 | 6孝安天皇 | 6孝安天皇 | 6孝安天皇 | 6孝安天皇 |
| 押媛           | 押媛      | 押媛      | 押媛      | 押媛      | 押媛      |           |  |  |  |          |          | 6孝安天皇 | 6孝安天皇 | 6孝安天皇 | 6孝安天皇 | 6孝安天皇 | 6孝安天皇 |
|                |           |           |           |           |           |           |  |  |  |          |          |           |           |           |           |           |           |
|                |           |           |           |           |           | 7孝霊天皇 |  |  |  |          |          |           |           |           |           |           |           |

（名称は『日本書紀』を第一とし、括弧内に『古事記』ほかを記載）
『日本書紀』『古事記』によれば、第5代孝昭天皇と、世襲足媛（よそたらしひめ、余曽多本毘売命）との間に生まれた第一皇子である。同母弟には日本足彦国押人天皇（大倭帯日子国押人命、第6代孝安天皇）がいる。
子に関して、『日本書紀』では娘の押媛が孝安天皇の皇后となり、孝霊天皇（第7代）を産んだとする。

## 後裔氏族
『日本書紀』では天足彦国押人命について、和珥臣（和珥氏）の祖とする。
また『古事記』では、春日臣・大宅臣・粟田臣・小野臣・柿本臣・壱比韋臣・大坂臣・阿那臣（吉備穴国造）・多紀臣・羽栗臣・知多臣・牟邪臣（武社国造）・都怒山臣・伊勢飯高君（飯高県造）・壱師君（壱師県造）・近淡海国造ら諸氏族の祖としている。
そのほか『新撰姓氏録』では、次の氏族が後裔として記載されている。
- 左京皇別 - 大春日朝臣・吉田連・丈部
- 右京皇別 - 栗田朝臣・山上朝臣・真野臣・和邇部・安那公・野中
- 山城国皇別 - 小野朝臣・粟田朝臣・小野臣・和邇部・大宅・村公・度守首
- 大和国皇別 - 柿下朝臣・布留宿禰・久米臣
- 摂津国皇別 - 和邇部・羽束首
- 河内国皇別 - 大宅臣・壬生臣・物部
- 和泉国皇別 - 葦占臣・物部・網部物部・根連・櫛代造
- 右京未定雑姓 - 中臣臣
- 和泉国未定雑姓 - 猪甘首

『釈日本紀』に引かれた『筑前国風土記』逸文では伊都県主の祖を「高麗国の意呂山に天より降り来たりし日桙」と記しているが、一般にはアメノヒボコと解される。

## 信仰
高知県南国市岡豊町小蓮にある土佐国式内社小野神社で主祭神として祀られている。伝承では、当地に来住した小野氏一族がその祖先神を祀ったことに始まる。
愛知県一宮市島村南裏にある尾張国式内社若栗神社で主祭神として祀られている。伝承では、当地は天足彦国押人命の生母である世襲足媛の生誕地とされる。